# Claudio Villa

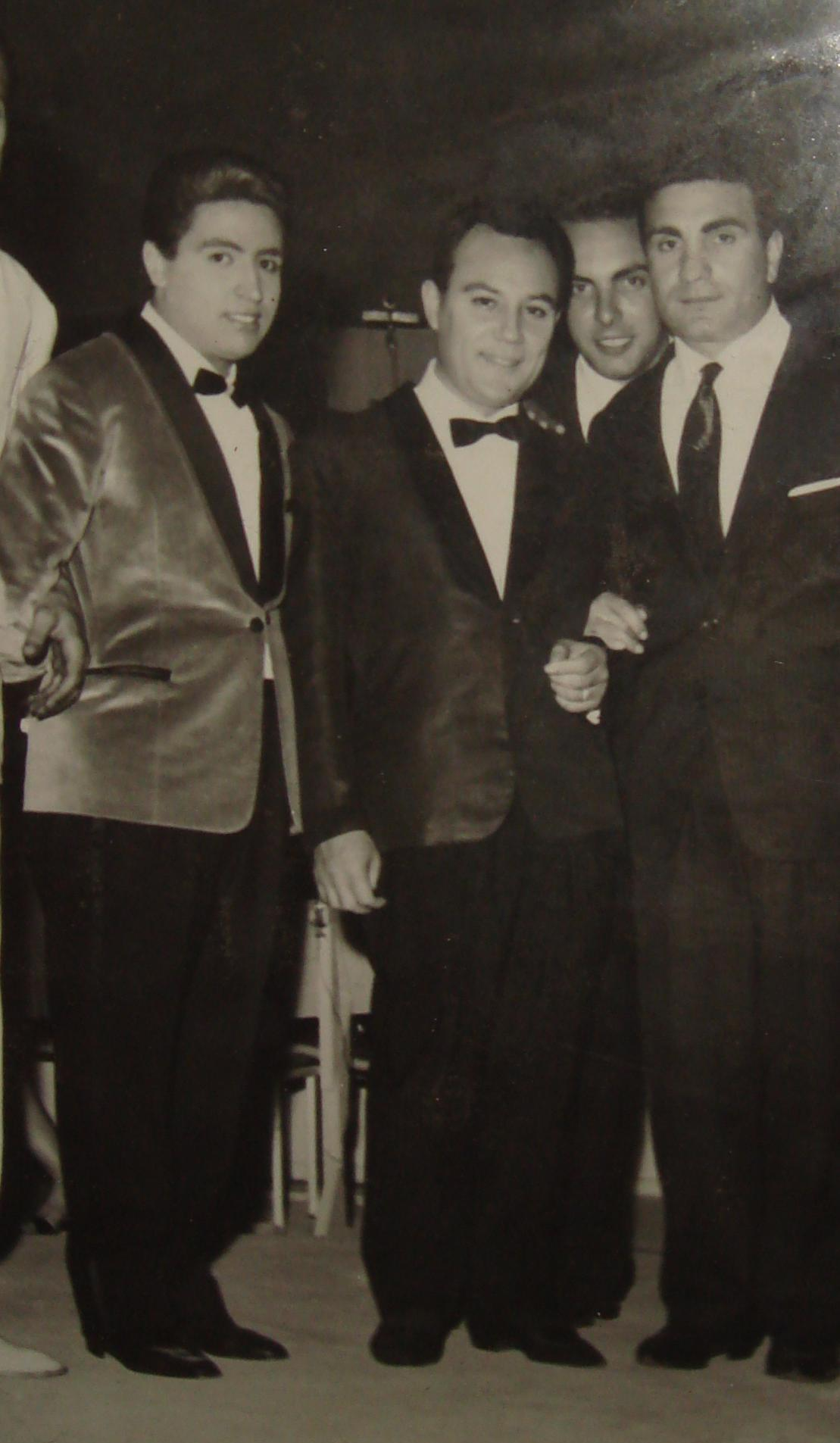
Festa de Piedigrotta de 1962: Claudio Villa (en el centro de la foto) posa junto al cantante Mario Trevi (izquierda).

Claudio Villa, nombre artístico de Claudio Pica (Roma, 1 de enero de 1926 - Padua, 7 de febrero de 1987), fue un cantante italiano, conocido también con el sobrenombre de Il Reuccio. Ganó en cuatro ocasiones el Festival de la Canción de San Remo (1955, 1957, 1962 y 1967), en dos ocasiones el concurso Canzonissima de la RAI (1964 y 1966) y en una el Festival de la Canción Napolitana (1963). También participó dos veces en el Festival de Eurovisión (1962 y 1967), aunque no ganó en ninguna. Asimismo, actuó en numerosas películas musicales italianas, entre otras en algunas comedias sentimentales ambientadas en Nápoles en las que participó Peppino De Filippo, que se hicieron muy populares.

## Biografía
Nació en el barrio romano del Trastevere, en el número 25 de la vía de la Lungara. Su familia era humilde: el padre era cochero y su madre ama de casa. Villa se presentó a un concurso de cantantes y lo ganó con su interpretación de la canción «Chitarratella», uno de los éxitos de Carlo Buti, músico al que admiraba y de cuyo repertorio tomó muchas canciones que cantó y grabó posteriormente. En 1946 participó por primera vez en algunas transmisiones locales de Radio Roma. Grabó su primer disco en 1947, para el sello discográfico Parlophon. En este 78 RPM (hoy muy apreciado por los coleccionistas) figuran «Serenatella dolce e amara» y «Canzoncella».

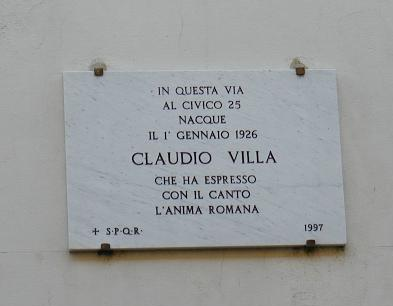
Placa en la casa natal de Claudio Villa en Roma.

Claudio Villa poseía una voz tenoril y fue enormemente popular. Su estilo y repertorio están ligados al melodismo típico de los años cincuenta, al que siempre fue fiel, sin que lo modificara para adaptarse a los gustos de tiempos posteriores. Fueron famosas sus polémicas con aquellos que le criticaban, como sucedía con ocasión del Festival de San Remo, donde solía enfrentarse tanto a la organización como a la prensa tanto si era uno de los participantes como si lo excluían. Con todo, tuvo un numeroso público que siempre le fue fiel y que agotaba las localidades de sus conciertos.
En 1957, fue sometido a un curioso juicio por la revista Sorrisi e Canzoni, después de una declaración considerada presuntuosa e inmodesta, en la que se pidió al público que votara por culpabilidad o absolución. Será absuelto. El mismo procedimiento se repetirá en 1960, y de las páginas de la revista recibirá una arenga defensiva de Pier Paolo Pasolini, quien tomará partido para la conclusión del cantante. Será absuelto con el voto de 138,225 lectores.
El nombre de Claudio Villa apareció en la lista de los pertenecientes a la logia masónica P2, cuya publicación estuvo acompañada de un gran escándalo en Italia.
Murió inesperadamente en Padua, donde había acudido para operarse del corazón. El anuncio de su muerte causó gran conmoción en Italia, ya que lo hizo el presentador Pippo Baudo durante la última sesión del Festival de San Remo de 1987. El cuerpo de Villa fue cremado y sus cenizas reposan en el cementerio de San Sebastián de Rocca di Papa. Su epitafio dice: Vita sei bella, morte fai schifo (Vida, eres bella; muerte, das asco).

## Participación en el Festival de San Remo
Claudio Villa estuvo estrechamente ligado al Festival. Esta es la relación de sus participaciones.
- 1955: Buongiorno tristezza, junto a Tullio Pane.
- 1955: Il torrente, junto a Tullio Pane.
- 1955: Incantatella, junto a Narciso Parigi.
- 1957: Corde della mia chitarra, junto a Nunzio Gallo.
- 1957: Usignolo, junto a Giorgio Consolini.
- 1957: Cancello tra le rose, junto a Giorgio Consolini.
- 1957: Il pericolo numero uno, junto a Gino Latilla.
- 1958: Giuro d'amarti così, junto a Nilla Pizzi
- 1958: Campana di Santa Lucia, junto a Giorgio Consolini
- 1958: Fragole e cappellini, junto a Duo Fasano.
- 1958: Cos'è un bacio, junto a Gino Latilla.
- 1958: La canzone che piace a te, junto al Duo Fasano.
- 1959: Una marcia in Fa, junto a Gino Latilla.
- 1959: Un bacio sulla bocca, junto a Betty Curtis.
- 1959: Partir con te, junto a Johnny Dorelli.
- 1961: Mare di dicembre, junto a Sergio Renda
- 1962: Addio addio, junto a Domenico Modugno.
- 1962: Quando il vento di aprile, junto a Aura D'Angelo.
- 1963: Amor mon amour my love, junto a Eugenia Foligatti.
- 1963: Occhi neri e cielo blu, junto a Aurelio Fierro.
- 1964: Passo su passo, junto a Peggy March.
- 1966: Una casa in cima al mondo, junto a Pino Donaggio.
- 1967: Non pensare a me, junto a Iva Zanicchi.
- 1969: Meglio una sera (Piangere da solo), junto a Mino Reitano.
- 1970: Serenata, junto a Tony Del Monaco.
- 1982: Facciamo la pace.

## Cine
En 1952 participó por primera vez en un papel protagonista en la película, Serenata amara, dirigida por Pino Mercanti. En total, su carrera de actor cuenta con una treintena de películas. El argumento de casi todas ellas no va más allá de servir de excusa para enlazar sus canciones. El género de las películas oscila entre la commedia all'italiana (como en La banda del buco o Fontana di Trevi -en español, Roma de mis amores-) y las historias de amor lacrimosas (Canzone proibita o Primo applauso).
El papel del que Villa quedó más satisfecho fue el que interpretó en Granada addio (1966), película de Marino Girolami en la que interpretó al artista Mario Valli.

### Filmografía
- Sono io l'assassino, de Roberto Bianchi Montero (1947)
- Botta e risposta, de Mario Soldati (1950)
- Canzone di primavera, de Mario Costa (1951)
- Stasera sciopero, de Mario Bonnard (1951)
- Vedi Napoli e poi muori, de Riccardo Freda (1951)
- Solo per te... Lucia, de Franco Rossi (1952)
- Serenata amara, de Pino Mercanti (1952)
- Canzone d'amore, de Giorgio Simonelli (1954)
- Ore 10 lezione di canto, de Marino Girolami (1955)
- Canzone proibita, de Flavio Calzavara (1956)
- Guaglione, de Giorgio Simonelli (1956)
- Sanremo canta, de Domenico Paolella (1956)
- Vivendo, cantando che male ti fo?, de Marino Girolami (1957)
- Sette canzoni per sette sorelle, de Marino Girolami (1957)
- Serenata per sedici bionde, de Marino Girolami (1957)
- C'è un sentiero nel cielo, de Marino Girolami (1957)
- Buongiorno primo amore!, de Marino Girolami (1957)
- La canzone del destino, de Marino Girolami (1957)
- L'amore nasce a Roma, de Mario Amendola (1958)
- Destinazione Sanremo, de Domenico Paolella (1959)
- Quanto sei bella Roma, de Marino Girolami (1959)
- Perfide ma belle, de Giorgio Simonelli (1959)
- Un canto nel deserto, de Marino Girolami (1960)
- La banda del buco, de Mario Amendola (1960)
- Fontana di Trevi, de Carlo Campogalliani (1960)
- Appuntamento in Riviera, de Mario Mattoli (1962)
- Granada addio!, de Marino Girolami (1966)
- Melodrammore - E vissero felici e contenti, de Maurizio Costanzo (1978)
- FF.SS. - Cioè: ...che mi hai portato a fare sopra a Posillipo se non mi vuoi più bene?, de Renzo Arbore (1983)

## Radio Lazio
En 1976 fundó en Roma, junto a su hijo Mauro, una radio privada, Radio Lazio. Durante algunos años, presentó en esta emisora un programa llamado Socialmente con Claudio Villa.

## Vida personal
Entre 1952 y 1962 estuvo casado con la actriz Miranda Bonansea, con la que tuvo a su primer hijo, Mauro. En los años 60 mantuvo una larga relación con la actriz y bailarina Noemi Garafolo, con quien no llegaría a desposarse pero con la que tendría dos hijos (una de ellas la cantante y actriz Manuela Villa, nacida en 1966, a la que Claudio nunca reconoció y que sólo obtuvo el apellido Pica tras la muerte de su padre, después de un largo proceso en los tribunales). Claudio Villa volvió a casarse en 1975 con una mujer mucho más joven que él, Patrizia Baldi. Este matrimonio duró hasta la muerte de Villa en 1987.